# Manuel Fernández Cortinas
Manuel Fernández Cortinas (1905-1978) va ser un polític i militar espanyol.

## Biografia
Va néixer a Lugo el 1905. Ingressaria en el Partit Comunista d'Espanya (PCE) el 1928, on desenvoluparia una intensa activitat. Després de l'esclat de la Guerra civil es va unir a les milícies populars. Al llarg de la contesa seria comandant de les brigades mixtes 37a i 42a, en el front de Madrid. Al març de 1939, durant el cop de Casado, Fernández Cortinas es va mantenir lleial al govern Negrín. Les tropes de la 42a Brigada Mixta van sortir del seu sector i van arribar a ocupar els Nuevos Ministerios, si bé el contraatac anti-casadista acabaria fracassant. Amb la derrota republicana va haver de marxar a l'exili, instal·lant-se en la Unió Soviètica.
A l'URSS treballaria com a obrer a Crimea i Dnipropetrovsk. Va morir an Dnipropetrovsk el 22 de juny de 1978.